# Mikael von Knorring
Per Mikael von Knorring, född 26 december 1976 i Adolf Fredriks församling, Stockholms län, är en svensk författare, som är bosatt i Stockholm. Han är politiskt aktiv i Vänsterpartiet.